# Daniel Thomas Olry de Valcin
Pour les articles homonymes, voir Valcin.
Daniel Thomas Olry de Valcin, né le 21 janvier 1737 à Vannecourt (Moselle), mort le 11 juillet 1812 à Metz (Moselle), est un général de brigade de la Révolution française.

## États de service
Il entre en service en 1757, dans l’artillerie.
Le 1er avril 1791, il devient lieutenant-colonel au 3e régiment d’artillerie à Valenciennes, et il sert de 1792 à 1794, dans l’armée de la Moselle. Il est nommé chef de brigade le 8 mars 1793, et en 1795, il commande l’école de l'artillerie à Douai.
Il est promu général de brigade le 20 mai 1795, et il prend le commandement de l’artillerie de l’armée des côtes de Cherbourg. Le 26 juin 1795, il est chargé de l’organisation et de la gestion de l’artillerie à Bruges, et à Bruxelles. En 1797 et 1798, il assume les fonctions d’inspecteur général d’artillerie dans la 3e division militaire.
Il est mis en congé de réforme le 19 novembre 1800.
Il meurt le 11 juillet 1812, à Metz.

## Sources
- (en) « Generals Who Served in the French Army during the Period 1789 - 1814: Eberle to Exelmans »
- Thierry Pouliquen, « Les généraux français et étrangers ayant servis [sic] dans la Grande Armée » (consulté le 20 mars 2015)
- Arthur Chuquet, Ordres et apostilles de Napoléon (1799-1815), paris, librairie ancienne Honoré Champion, 1911, p. 39
- (pl) « Napoléon.org.pl »